# 미아 트리플턴
미아 트리플턴(Mia Threapleton, 2000년 10월 12일 ~ )은 잉글랜드의 배우이다. 배우 케이트 윈슬렛의 딸이다.

## 출연 작품

### 영화
- 블루밍 러브 (2014)
- 쉐도우스 (2020)
- 파이어브랜드 (2023)
- 특종의 탄생 (2014)
- 페니키안 스킴 (2025) - 리즐 수녀 역

### 텔레비전
- 리치 아메리칸 걸스 (2023)